# ReAct Transnational (association)
ReAct Transnational (Réseau pour l'action collective transnationale) est une association française créée en 2010 et se donnant pour objet de combattre les injustices sociales et environnementales liées aux entreprises multinationales. Elle a constitué pour cela un réseau d'organisateurs syndicaux présents en France, au Liberia ou au Cameroun.

## Histoire
Le ReAct a été fondé en 2010 par des jeunes diplômés en économie ou en sciences politiques issus pour certains de familles engagées dans le syndicalisme agricole de la Confédération paysanne. Ils et elles ont été inspirées par les méthodes de syndicalisme de quartier de Saul Alinsky et le mouvement ACORN, et souhaitaient utiliser cette approche pour cibler en priorité les multinationales pour leur pouvoir excessif et les abus et injustices qui en découlaient. En 2021, l'association fait évoluer son nom pour devenir ReAct Transnational.

## Campagnes

### Campagne sur les plantations de palmiers à huile liées au groupe Bolloré
L'association s'est d'abord fait connaître par une campagne dénonçant les accaparements de terre des plantations d'huile de palme liées au groupe Bolloré. Après avoir mis en lien des villageois riverains des plantations au Cameroun, en Côte d'Ivoire, au Liberia, en Sierra Leone et au Cambodge, les militants coordonnés par l'association ont interpellé Vincent Bolloré lors de l'AG du groupe en 2013 pour lui remettre les revendications des villageois riveraines des plantations,. Après une tentative de négociation infructueuse en novembre 2014, des actions collectives similaires sont à nouveau organisées en 2015, en 2016 puis en 2017 où les actionnaires sont accueillis par du poisson pourri symbole des rivières polluées par les plantations.
À la suite de cette campagne, le groupe Socfin, dont l'actionnaire principal est Bolloré a porté plainte contre le ReAct. Le tribunal correctionnel de Paris a estimé que les propos tenus par les responsables de l'association étaient diffamatoires mais qu'ils étaient de bonne foi compte tenu de l'existence de revendications portées par des riverains des plantations de la Socfin.

### Campagne sur l'uberisation du travail à Deliveroo
En 2018, le ReAct a coordonné des échanges entre des collectifs de livreurs à vélo présents dans différents pays d'Europe pour un salaire minimum garanti et la transparence des algorithmes.

### Campagne sur les pratiques sociales et fiscales de McDonalds
À partir de 2016, l'association lance une campagne visant McDonalds, s'inscrivant dans le cadre de la campagne globale du SEIU contre cette entreprise. Une manifestation contre le système économique de McDonald's est ainsi coordonnée par l'association le 26 octobre 2016. En 2021, l'association a publié un rapport d'enquête « McProfits » dénonçant les pratiques de McDonalds en France. Selon ce rapport, l'entreprise sollicite des subventions publiques sans tenir les promesses de créations d’emplois qui sont liées. Le ReAct a également soutenu l'organisation d'un collectif de salariés et anciens salariés de McDonald's dénonçant une politique de discrimination sexiste "systémique" au sein de l'entreprise.

## Fonctionnement et financement

### Méthodes et fonctionnement
L'association s'inspire des méthodes syndicales anglo-saxonnes autour de la fonction d'organisateur ou d'organisatrice syndicale. Elle a également des activités de recherche et de formation, et fait partie pour cela du réseau des Global Labour Institutes (GLI) fondé par Dan Gallin, qui réfléchit à de nouvelles formes de syndicalisme transnational et de mobilisations adaptées aux différentes multinationales.

### Financements de l'association
Elle est financée en partie par des syndicats, en particulier le SEIU dans le cadre de la campagne contre McDonalds ou la CNT-SO dans le cadre d'une convention  signée en 2016  avec  le syndicat du nettoyage pour aider au développement de ce syndicat dans la région lyonnaise. L'association reçoit également des aides de fondations comme la Fondation pour le progrès de l'homme (FPH) ou le Fonds Non-Violence XXI.